# Casa colectiva Patricios
La casa colectiva Patricios es el cuarto edificio de viviendas obreras construido por la Comisión Nacional de Casas Baratas (CNCB). Se encuentra en el barrio de Parque Patricios, en la ciudad de Buenos Aires, Argentina. 
La Comisión Nacional de Casas Baratas fue creada en 1915 gracias a la ley nacional n.º 9677 "de Casas Baratas", cuyo promotor fue el diputador conservador cordobés Juan Cafferata. A lo largo de sus tres décadas de existencia, gestionó la construcción tanto de edificios multifamiliares de alquiler como de barrios de casas unifamiliares en lotes angostos.
La casa fue terminada en 1939, en un terreno contiguo al de la casa colectiva Valentín Alsina, el primer emprendimiento de la CNCB, de 1919. Posee 77 departamentos distribuidos en 3 pabellones unidos hacia el fondo del terreno, con dos patios internos, lo que da a la planta un formato similar a la letra "E".